# Matthew Rhys
Matthew Rhys Evans, conhecido profissionalmente como Matthew Rhys (Cardiff, 4 de novembro de 1974) é um ator galês. É conhecido pelos seus papéis de Kevin Walker na série Brothers & Sisters, Dylan Thomas no filme The Edge of Love e Philip Jennings na série The Americans.

## Biografia
Matthew Rhys nasceu e foi educado em Cardiff no País de Gales e é filho de Glyn Evans, diretor de uma escola, e de Helen Evans, uma professora.
Matthew foi educado em galês, língua que mantém até hoje como nativa. Durante os seus anos de escola conheceu o ator Ioan Gruffudd. Os dois partilharam casa durante quase 10 anos e Matthew foi o seu padrinho de casamento. Aos 17 anos, depois de fazer o papel de Elvis Presley num musical do colégio, Rhys descobriu que a vida na fazenda ou nas forças armadas não era para ele, e resolveu seguir a carreira de ator. Decidido, foi aceito na conceituada Royal Academy of Dramatic Art em Londres, a mesma escola que a sua irmã Rachel também frequentou.
Tornou-se conhecido após contracenar com Kathleen Turner na peça The Graduate, no West End londrino, onde foi extensivamente elogiado por sua atuação no papel de Benjamin. Rhys também participou da aclamada adaptação de Titus, onde contracenou ao lado de Anthony Hopkins e Jessica Lange.
No cinema, os seus papéis mais conhecidos são os de Peter Simon na produção independente Love and Other Disasters, com Brittany Murphy, o de Count Dzerzhinsky no filme Virgin Territory, ao lado de Hayden Christensen e Mischa Barton e do poeta Dylan Thomas no filme The Edge of Love com Keira Knightley e Sienna Miller.
Mais recentemente, Matthew protagonizou a minissérie da BBC Death Comes to Pemberley, baseada no romance homónimo de P.D. James e onde fez o papel icónico de Mr. Darcy. Nos Estados Unidos, protagonizou, em conjunto com Keri Russell, a série The Americans (2013–2018) do canal FX. Por essa série, ganhou o Emmy do Primetime de melhor ator em série dramática em 2018.
Em 2014 casou-se com sua companheira de The Americans, Keri Russell, com quem teve um filho em 2016, chamado Sam. 

## Filmografia

### Filmes
| Ano  | Título                              | Papel                         | Notas          |
| ---- | ----------------------------------- | ----------------------------- | -------------- |
| 1996 | Bydd yn Wrol                        |                               |                |
| 1997 | House of America                    | Boyo                          |                |
| 1999 | Heart                               | Sean McCardle                 |                |
| 1999 | Titus                               | Demetrius                     |                |
| 1999 | Whatever Happened to Harold Smith?  | Ray Smith                     |                |
| 2000 | Sorted                              | Carl                          |                |
| 2000 | The Testimony of Taliesin Jones     | Jonathan                      |                |
| 2001 | Peaches                             | Frank                         |                |
| 2001 | Tabloid                             | Darren Daniels                |                |
| 2001 | Very Annie Mary                     | Nob                           |                |
| 2002 | The Abduction Club                  | James Strang                  |                |
| 2002 | Deathwatch                          | Doc Fairweather               |                |
| 2002 | Shooters                            | Eddie                         |                |
| 2003 | Y Mabinogi                          | Lleu Llaw Gyffes              |                |
| 2004 | Fakers                              | Nick Edwards                  |                |
| 2006 | Love and Other Disasters            | Peter Simon                   |                |
| 2007 | Virgin Territory                    | Count Dzerzhinsky             |                |
| 2008 | The Edge of Love                    | Dylan Thomas                  |                |
| 2009 | The Think Tank                      | Marc                          | Curta-metragem |
| 2010 | Luster                              | Joseph Miller                 |                |
| 2010 | Patagonia                           | Mateo                         |                |
| 2011 | Everything Carries Me To You        | Damien                        | Curta-metragem |
| 2012 | The Scapegoat                       | John Standing / Johnny Spence |                |
| 2015 | Burnt                               | Montgomery Reece              |                |
| 2015 | Come What May                       | Percy                         |                |
| 2017 | The Post                            | Daniel Ellsberg               |                |
| 2018 | Mowgli: Legend of the Jungle        | John Lockwood                 |                |
| 2019 | A Beautiful Day in the Neighborhood | Lloyd Vogel                   |                |
| 2019 | The Report                          | Repórter do New York Times    |                |

### Televisão
| Ano       | Título                           | Papel                        | Notas                                    |
| --------- | -------------------------------- | ---------------------------- | ---------------------------------------- |
| 1997      | Backup                           | PC Steve 'Hiccup' Higson     | 6 episódios                              |
| 1999      | Greenstone                       | Sam Markham                  |                                          |
| 2000      | A History of Britain             |                              |                                          |
| 2000      | Metropolis                       | Matthew Bishop               | 5 episódios                              |
| 2001      | The Lost World                   | Edward Malone                | 2 episódios                              |
| 2003      | Columbo                          | Justin Price                 | Episódio: "Columbo Likes the Nightlife"  |
| 2003      | Partners and Crime               |                              | Filme televisivo                         |
| 2003      | P.O.W.                           | Alfie Harris                 | Episódio #1.5                            |
| 2006      | Beau Brummell: This Charming Man | Lord Byron                   | Filme televisivo                         |
| 2006–2011 | Brothers & Sisters               | Kevin Walker                 | Papel principal                          |
| 2008      | A Child's Christmas              | The Old Man (voz)            | Curta televisivo                         |
| 2011      | LA Phil Live                     | Hamlet                       | Episódio: "Dudamel Conducts Tchiakovsky" |
| 2012      | The Mystery of Edwin Drood       | John Jasper                  | 2 episódios                              |
| 2013      | Death Comes to Pemberley         | Fitzwilliam Darcy            | 3 episódios                              |
| 2013–2018 | The Americans                    | Philip Jennings              | Papel principal                          |
| 2014      | Under Milk Wood                  | New York Voice               | Filme televisivo                         |
| 2015      | Archer                           | Lloyd Llewellyn (voz)        | Episódio: "Achub y Morfilod"             |
| 2015      | The Bastard Executioner          | Gruffudd y Blaidd / the Wolf | 4 episódios                              |
| 2016–2018 | The Wine Show                    | Ele mesmo                    | Co-apresentador                          |
| 2017      | Girls                            | Chuck Palmer                 | Episódio: "American Bitch"               |
| 2017      | Snowdonia 1890                   |                              |                                          |
| 2018      | Death and Nightingales           | Billy                        | 3 episódios                              |
| 2018      | Down the Caravan                 | Dai                          | Filme televisivo                         |
| 2019      | BoJack Horseman                  | Justin Kenyon (voz)          | Episódio: "A Quick One, While He's Away" |
| 2019      | Carpool Karaoke: The Series      | Himself (co-apresentador)    | 2ª temporada, episódio 17                |
| 2019      | Infinity Train                   | Aloysius / Alrick (voices)   | 2 episódios                              |
| 2020      | Perry Mason                      | Perry Mason                  | Produtor                                 |
| 2020      | The Owl House                    | Emperor Belos (voz)          | 2 episódios                              |